# Susan Saint James
Susan Saint James (Los Angeles, 14 de agosto de 1946) é uma atriz estadunidense. Ela é mais conhecida por seus papéis nos seriados de TV The Name of the Game (1968) e McMillan & Wife (1971). Ela foi indicada duas vezes ao Emmy por seu papel na comédia Kate & Allie (1984).

## Biografia
Susan Saint James começou sua carreira como modelo na adolescência e iniciou sua carreira de atriz em Fame Is the Name of the Game (1966). Isso acabou levando à sua primeira série de televisão, The Name of the Game, que foi baseada no filme de 1966 e estreou em 1968. O sucesso do programa ajudou a torná-la um nome familiar, e ela também ganhou um Emmy Award em 1969 por seu trabalho na série.